# Парметка
Парметка — река в России, протекает по Волховскому району Ленинградской области.
Исток — болото Кажинский Мох западнее стыка Волховского, Лодейнопольского и Тихвинского районов. Течёт сперва на запад, протекает через деревни Ашперлово и Новина, после чего поворачивает на север. Впадает в Кондегу с левого берега в 11 км от устья последней, у деревни Малочасовенское. Длина реки составляет 16 км.

## Данные водного реестра
По данным государственного водного реестра России относится к Балтийскому бассейновому округу, водохозяйственный участок реки — Свирь, речной подбассейн реки — Свирь (включая реки бассейна Онежского озера). Относится к речному бассейну реки Нева (включая бассейны рек Онежского и Ладожского озера).
Код объекта в государственном водном реестре — 01040100812102000013772.